# Ga Mangwon
Ga Mangwon là ga đường sắt trên Tuyến 6 của Tàu điện ngầm Seoul.

## Bố trí ga
| Văn phòng Mapo-gu ↑ |
| \| W/B              |
| ↓ Hapjeong          |

| Hướng Tây  | ● Tuyến 6 | ← Hướng đi Eungam   |
| Hướng Đông | ● Tuyến 6 | → Hướng đi Sinnae → |

## Lối thoát
- Lối thoát 1: Trường tiểu học Seongseo
- Lối thoát 2: Trường tiểu học Seongsan, trường tiểu học Donggyo